# Louis Marie Baptiste Atthalin

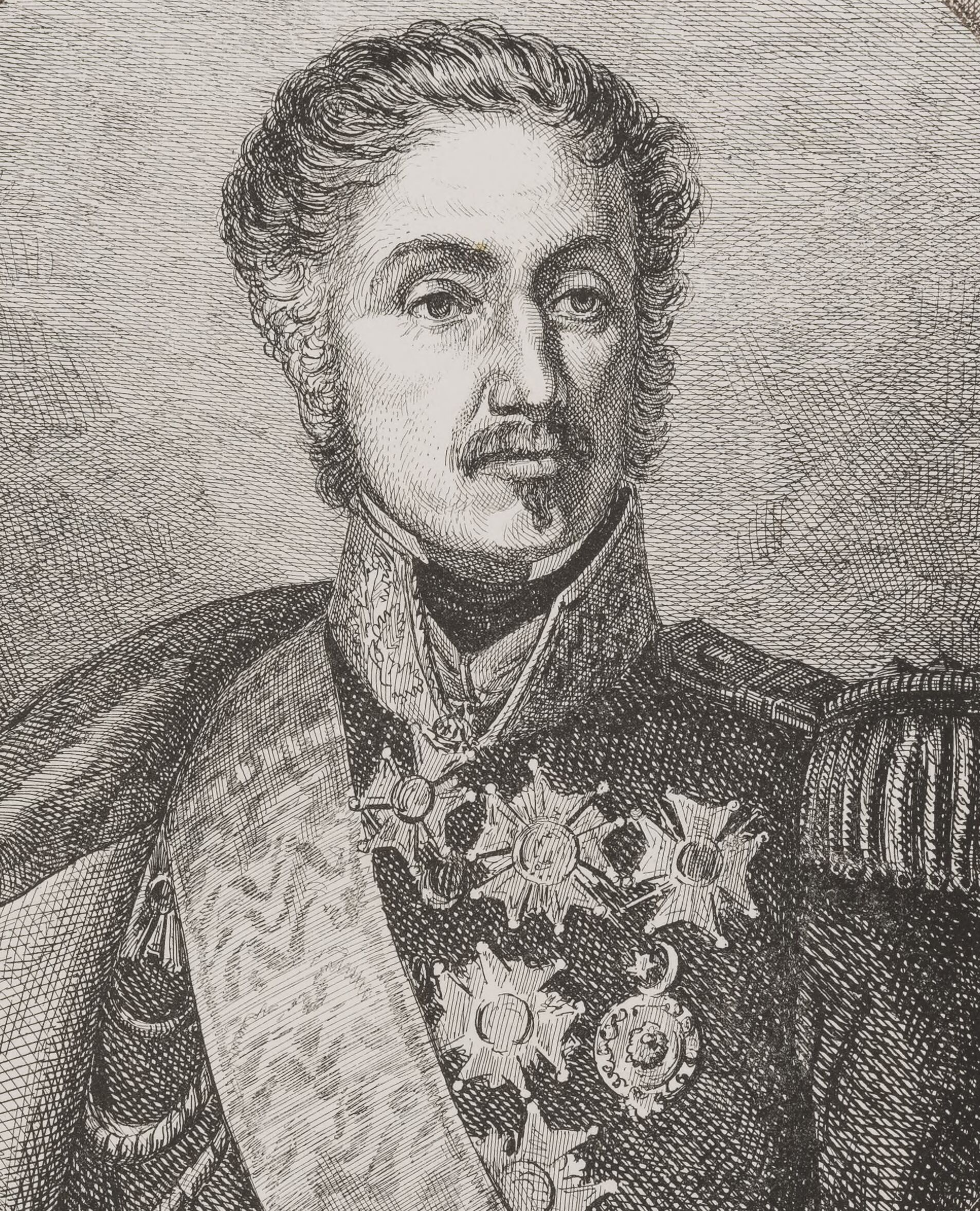
Louis Marie Baptiste Atthalin

Louis Marie Baptiste Atthalin, Baron Atthalin (* 22. Juni 1784 bei Colmar, Département Haut-Rhin; † 3. September 1856) war ein französischer Offizier, Politiker und Maler.

## Militärische Karriere
Baron Atthalin wurde am 1. November 1802 Student der École polytechnique. Am 23. September 1804 wurde er Offiziersanwärter, am 17. November 1806 Lieutenant und Captain am 16. September 1808.
In Napoleons Grande Armée diente er zwischen 1806 und 1807. Napoleon machte ihn am 14. April 1811 zum aide de camp. Atthalin wurde zwei Jahre später, am 18. November 1813 zum Kommandeur eines Bataillons ernannt. Am 15. März 1814 wurde er Oberst.  Am 26. April 1815, während der Herrschaft der Hundert Tage wurde er in Landau zum Kommandanten des Ingenieurscorps ernannt. 
Am 12. August 1830 ernannte der König Louis-Philippe I. Atthalin, mittlerweile General, zum  Maréchal de camp.  Atthalin wurde vom König nach Russland gesandt um seine Regentschaft  anzukündigen. Von 1831 bis 1836 war er Mitglied in der Chambre des Pairs.
Atthalin diente der Juli-Monarchie treu und wurde am 16. November 1840 zum Lieutenant General befördert. 1840 nahm er an der Zeremonie teil, bei der die sterblichen Überreste Napoleon Bonapartes feierlich in Paris bestattet wurden. Dabei überreichte er dem König das Schwert Napoleons, das dieser in Austerlitz und Marengo getragen hatte. Der König bat jedoch Henri-Gatien Bertrand, das Schwert auf den Sarg zu legen. Als die Orléans-Familie ins Exil gehen musste, verlor er seine Titel. Er trat am 14. August 1848 in den Ruhestand. 

## Ehrungen
- Atthalin wurde in die Ehrenlegion aufgenommen und erhielt am 15. September 1846 das Großkreuz.
- Ritter im Ordre royal et militaire de Saint-Louis
- Großkreuz des Ferdinandsordens (18. September 1846)
- Großkreuz des Nischan el Iftikhar am 25. September 1846.

| Personendaten    | Personendaten                        |
| ---------------- | ------------------------------------ |
| NAME             | Atthalin, Louis Marie Baptiste       |
| ALTERNATIVNAMEN  | Baron Atthalin, Louis Marie Baptiste |
| KURZBESCHREIBUNG | französischer Offizier               |
| GEBURTSDATUM     | 22. Juni 1784                        |
| GEBURTSORT       | Colmar                               |
| STERBEDATUM      | 3. September 1856                    |
| STERBEORT        | Colmar                               |